# Lunella smaragda
Lunella smaragda is een slakkensoort uit de familie van de Turbinidae. De wetenschappelijke naam van de soort is voor het eerst geldig gepubliceerd in 1791 door Gmelin.

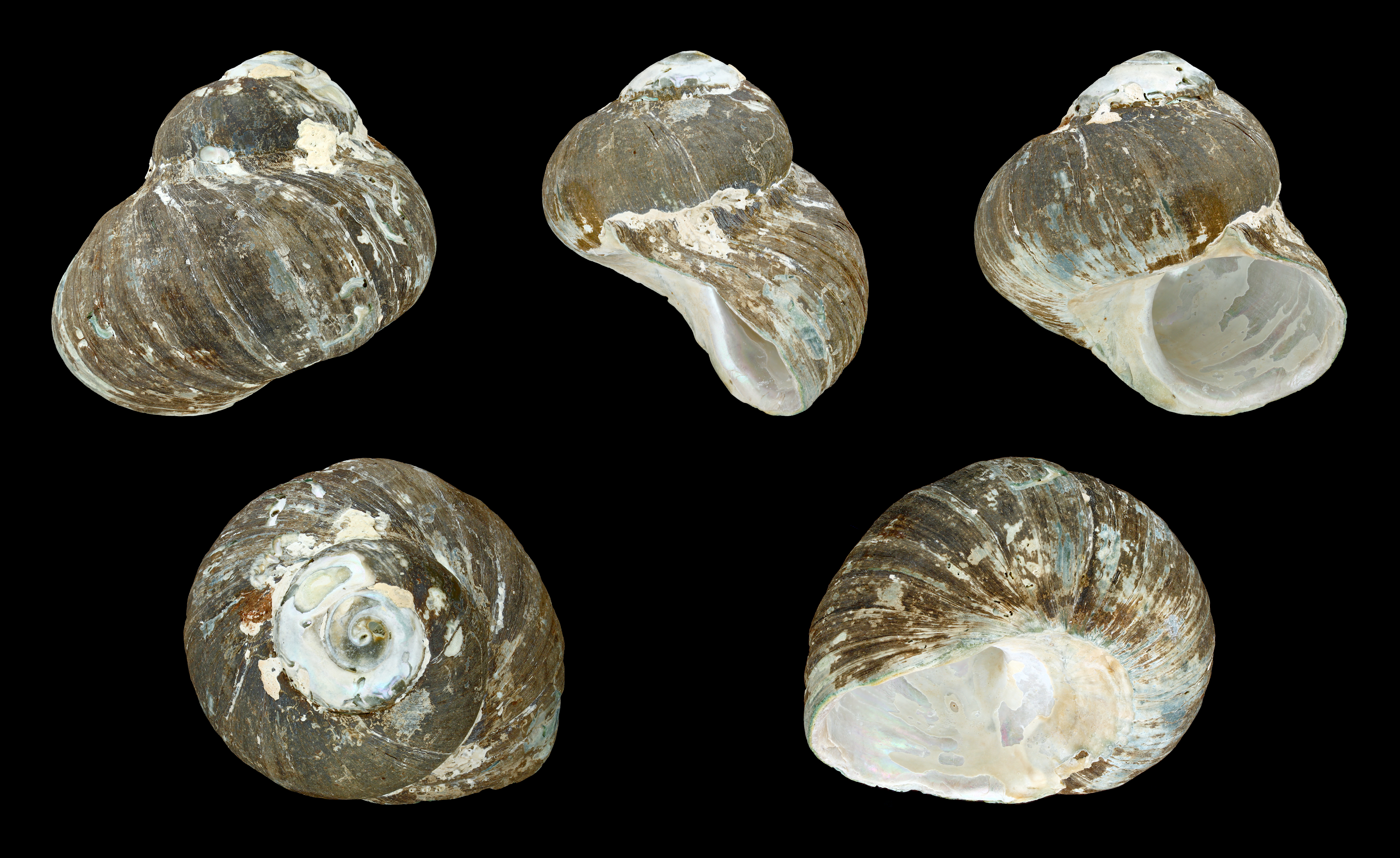
Volwassenen
Jeugdig